# 宮岸泰治
宮岸 泰治（みやぎし やすはる、1929年3月26日 - 2006年6月10日）は、日本の演劇評論家。
朝鮮生まれ。1956年早稲田大学文学部国文科卒業、東京新聞記者となって演劇批評を書き、特に木下順二の「夕鶴」を見続けた。1987年退社。1996年『木下順二論』でやまなし文学賞受賞。妻は日本舞踊家の手島かつ子。

## 著書
- 『劇作家の転向』未来社 1972
- 『ドラマと歴史の対話』影書房 1985.6
- 『ドラマが見える時』影書房 1992.1
- 『木下順二論』岩波書店 1995.5
- 『転向とドラマトゥルギー 一九三〇年代の劇作家たち』影書房 2003.6
- 『女優山本安英』影書房 2006.10